# Thaxton
Thaxton es un pueblo del Condado de Pontotoc, Misisipi, Estados Unidos. Según el censo de 2000 tenía una población de 513 habitantes y una densidad de población de 23.3 hab/km².

## Demografía
Según el censo de 2000, había 513 personas, 173 hogares y 146 familias residiendo en la localidad. La densidad de población era de 23,3 hab./km². Había 192 viviendas con una densidad media de 8,7 viviendas/km². El 99,22% de los habitantes eran blancos, el 0,78% afroamericanos. El 1,17% de la población eran hispanos o latinos de cualquier raza.
Según el censo, de los 173 hogares en el 49,7% había menores de 18 años, el 72,8% pertenecía a parejas casadas, el 8,1% tenía a una mujer como cabeza de familia y el 15,6% no eran familias. El 12,1% de los hogares estaba compuesto por un único individuo y el 7,5% pertenecía a alguien mayor de 65 años viviendo solo. El tamaño promedio de los hogares era de 2,97 personas y el de las familias de 3,22.
La población estaba distribuida en un 29,4% de habitantes menores de 18 años, un 12,3% entre 18 y 24 años, un 29,6% de 25 a 44, un 19,7% de 45 a 64 y un 9,0% de 65 años o mayores. La media de edad era 34 años. Por cada 100 mujeres había 98,1 hombres. Por cada 100 mujeres de 18 años o más, había 94,6 hombres.
Los ingresos medios por hogar en la localidad eran de 41.750 dólares ($) y los ingresos medios por familia eran 42.250 $. Los hombres tenían unos ingresos medios de 31.528 $ frente a los 20.536 $ para las mujeres. La renta per cápita para la ciudad era de 15.941 $. El 9,2% de la población y el 8,2% de las familias estaban por debajo del umbral de pobreza. El 13,7% de los menores de 18 años y el 6,7% de los habitantes de 65 años o más vivían por debajo del umbral de pobreza.

## Geografía
Según la Oficina del Censo de los Estados Unidos, Thaxton tiene un área total de 22,1 km² de los cuales 22,0 km² corresponden a tierra firme y 0,1 km² a agua. El porcentaje total de superficie con agua es 0,47%.